# Coryphorus
Coryphorus is een geslacht van haften (Ephemeroptera) uit de familie Coryphoridae.

## Soorten
Het geslacht Coryphorus omvat de volgende soorten:
- Coryphorus aquilis